# 謝肇淛
謝 肇淛（しゃ ちょうせい、しゃ ちょうせつ、拼音：Xiè Zhào-zhè、1567年 - 1624年）は、明代の文人・官人。字は在杭。杭州府銭塘県の出身。本貫は福州府長楽県。

## 生涯
1567年（隆慶元年）に生まれた。若い時から徐熥・徐𤊹・曹学佺等と結社を作った。1592年（万暦20年）に壬辰科の進士となり、湖州府推官、東昌府推官、南京刑部主事、兵部郎中、工部屯田司員外郎を経て、1621年に広西按察使に任じられた。官位は、広西右布政使に至った。
謝肇淛はかつて詔によって、河道の治水を命じられ1年で完成させた。あわせて、その経験を『北河紀略』に記した。彼は袁宏道から『金瓶梅』を借りている。
1624年（天啓4年）に亡くなった。彼の撰した『五雑組』（全16巻）があり、そこには、多く風物や掌故が記されている。その他に、『文海披沙』・『文海披沙摘録』等を著している。